# Johnny Windhurst
John Henry „Johnny“  Windhurst (* 5. November 1926 in New York City; † 2. Oktober 1981 in Poughkeepsie, New York) war ein US-amerikanischer Jazztrompeter.

## Leben und Wirken
Windhurst lernte autodidaktisch Trompete, beeinflusst von der Musik Bix Beiderbeckes. Bekannt wurde er 1945, als Sidney Bechet für ein längeres Engagement im Savoy Café in Boston eine Band zusammenstellte; den zunächst eingesetzten Veteranen Bunk Johnson ersetzte er nach wenigen Wochen durch den jungen Trompeter. Anschließend spielte Windhurst mit Art Hodes und James P. Johnson bei einem Town Hall-Konzert im September 1946. Eine Zeitlang arbeitete er in Chicago, zog dann nach Kalifornien, wo er bei Edmond Hall und mit Stan Hasselgård spielte; außerdem arbeitete er mit Louis Armstrong und Nappy Lamare. In Ohio und Boston leitete er eine eigene Formation; Anfang der 1950er Jahre arbeitete er auch mit Eddie Condon. 1952/53 wirkte er bei Aufnahmen von Ruby Braff mit, später bei Einspielungen von Barbara Lea (1955–57), Jack Teagarden (1955) und Lee Wiley. 1956 nahm er unter eigenem Namen das Album Jazz at Columbus Avenue für das Label Transition auf, bei dem auch der Bassist Buell Neidlinger mitwirkte. Mitte der 1950er Jahre arbeitete er noch in Ohio und ab 1957 bis in die frühen 1960er Jahre erneut in Eddie Condons Club in New York. Dann spielte er in Poughkeepsie.

## Lexigraphische Einträge
- Leonard Feather, Ira Gitler: The Biographical Encyclopedia of Jazz. Oxford University Press, New York 1999, ISBN 0-19-532000-X.